# Seamus McGrath
Seamus Patrick McGrath (Mississauga, 5 maart 1976) is een Canadees mountainbiker, die zijn vaderland tweemaal vertegenwoordigde bij de Olympische Spelen: in 2004 en 2008. Zijn beste prestatie was de negende plaats bij de olympische mountainbikerace in Athene (2004). 

## Erelijst

### Mountainbike
1999
- 5e Pan-Amerikaanse Spelen

2002
- Gemenebestspelen

2004
- 9e Olympische Spelen

2005
- 53e in WB-eindklassement

2006
- Gemenebestspelen

2007
- Pan-Amerikaans kampioenschappen

2008
- 44e Olympische Spelen